# تمساح آب شور
تمساح آب شور (نام علمی: Crocodylus porosus) نام یک گونه از تیره تمساح است. این جانور در آب‌های شور و لب‌شور شمال استرالیا و میکرونزی و جنوب شرق آسیا تا سواحل شرقی هند یافت می‌شود. از گذشته‌های دور و تا دهه ۱۹۷۰ میلادی این جانور به‌طور گسترده شکار می‌شده اما امروزه با کاهش و ممنوعیت شکار، جمعیت این گونه در وضعیت پایدار و مناسبی قرار دارد. این کروکودیل بزرگ‌ترین خزنده و بزرگ‌ترین کروکودیل زنده دنیا است. اندازهٔ این تمساح ۴ تا ۶ متر برای نرها و حداکثر ۳ متر برای ماده‌ها است و دارای وزنی حدود ۱۰۰۰ کیلوگرم برای نرها و ۵۰۰ کیلوگرم برای ماده‌ها می‌باشد.